# Giovanna Galletti
Giovanna Galletti (27 de junio de 1916 - 21 de abril de 1992) fue una actriz italiana. Apareció en más de cuarenta películas entre 1938 y 1986.

## Carrera
Galletti comenzó su carrera en el escenario a una edad temprana a principios de la década de 1930, y más tarde asistió al Centro Sperimentale di Cinematografia en Roma. A fines de la década de 1930, comenzó a aparecer en películas de cine, principalmente en papeles secundarios, y en 1945 apareció en Rome, Open City de Roberto Rossellini, interpretando a la traicionera Ingrid, que es su papel más reconocido.
Después de la guerra centró sus actividades en el teatro, especialmente trabajando intensamente en el Teatro Piccolo de Milán bajo la dirección de Giorgio Strehler y en las compañías teatrales dirigidas por Luigi Cimara, Annibale Ninchi, Laura Adani y Renzo Ricci. En sus roles cinematográficos posteriores interpretó principalmente papeles antagónicos.

## Filmografía parcial
- 1938 - The Lady in White
- 1943 - Signorinette
- 1945 - Rome, Open City
- 1950 - The Outlaws
- 1950 - The Glass Castle
- 1950 - The Bread Peddler
- 1950 - È arrivato il cavaliere!
- 1950 - Toto Looks for a Wife
- 1950 - Margaret of Cortona
- 1950 - Angelo tra la folla
- 1951 - Tomorrow Is Another Day
- 1952 - Inganno
- 1954 - Mambo
- 1960 - Le signore
- 1966 - Kill, Baby, Kill
- 1968 -	Buona Sera, Mrs. Campbell
- 1969 -	The Lady of Monza
- 1973 -	Last Tango in Paris